# Le Pouget
Le Pouget é uma comuna francesa na região administrativa de Occitânia, no departamento de Hérault. Estende-se por uma área de 13,91 km². Em 2010 a comuna tinha 2 113 habitantes (densidade: 151,9 hab./km²).